# Isla Aspland
La isla Aspland es una isla de la Antártida, que se ubica a 61°30′S 55°58′O / -61.500, -55.967 al suroeste de la isla Elefante, en el grupo de las islas Piloto Pardo del archipiélago de las islas Shetland del Sur.
La isla es pequeña, montañosa y de relieve áspero, que está situada a 6 millas al oeste del extremo occidental de la isla Gibbs, siendo una de las menores de las islas que Chile llama Piloto Pardo.
Su nombre es muy antiguo y data por lo menos desde 1821. Rudimentariamente cartografiada por Edward Bransfield a principios de 1820 y posteriormente denominada probablemente por el británico Powell en diciembre de 1921, y que correspondería al apellido del ministro Robert Aspland.

## Reclamaciones territoriales
Argentina incluye a la isla en el departamento Antártida Argentina dentro de la provincia de Tierra del Fuego, Antártida e Islas del Atlántico Sur; para Chile forma parte de la comuna Antártica de la provincia Antártica Chilena dentro de la Región de Magallanes y de la Antártica Chilena; y para el Reino Unido integra el Territorio Antártico Británico. Las tres reclamaciones están sujetas a las disposiciones del Tratado Antártico.
Nomenclatura de los países reclamantes: 
- Argentina: isla Aspland
- Chile: isla Aspland
- Reino Unido: Aspland Island